# Hobbseus attenuatus
Hobbseus attenuatus är en kräftdjursart som beskrevs av Black 1969. Hobbseus attenuatus ingår i släktet Hobbseus och familjen Cambaridae. IUCN kategoriserar arten globalt som otillräckligt studerad. Inga underarter finns listade i Catalogue of Life.